# Monasterio de Santa María de Salcedas

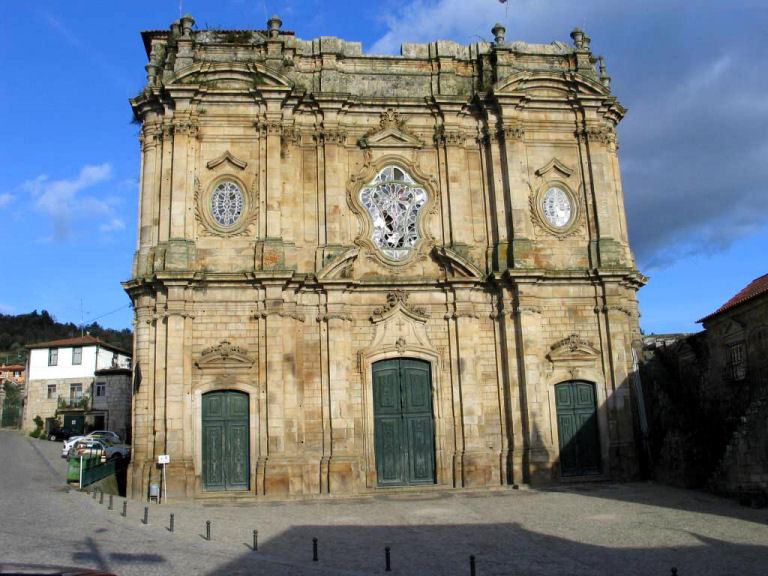
Fachada del monasterio

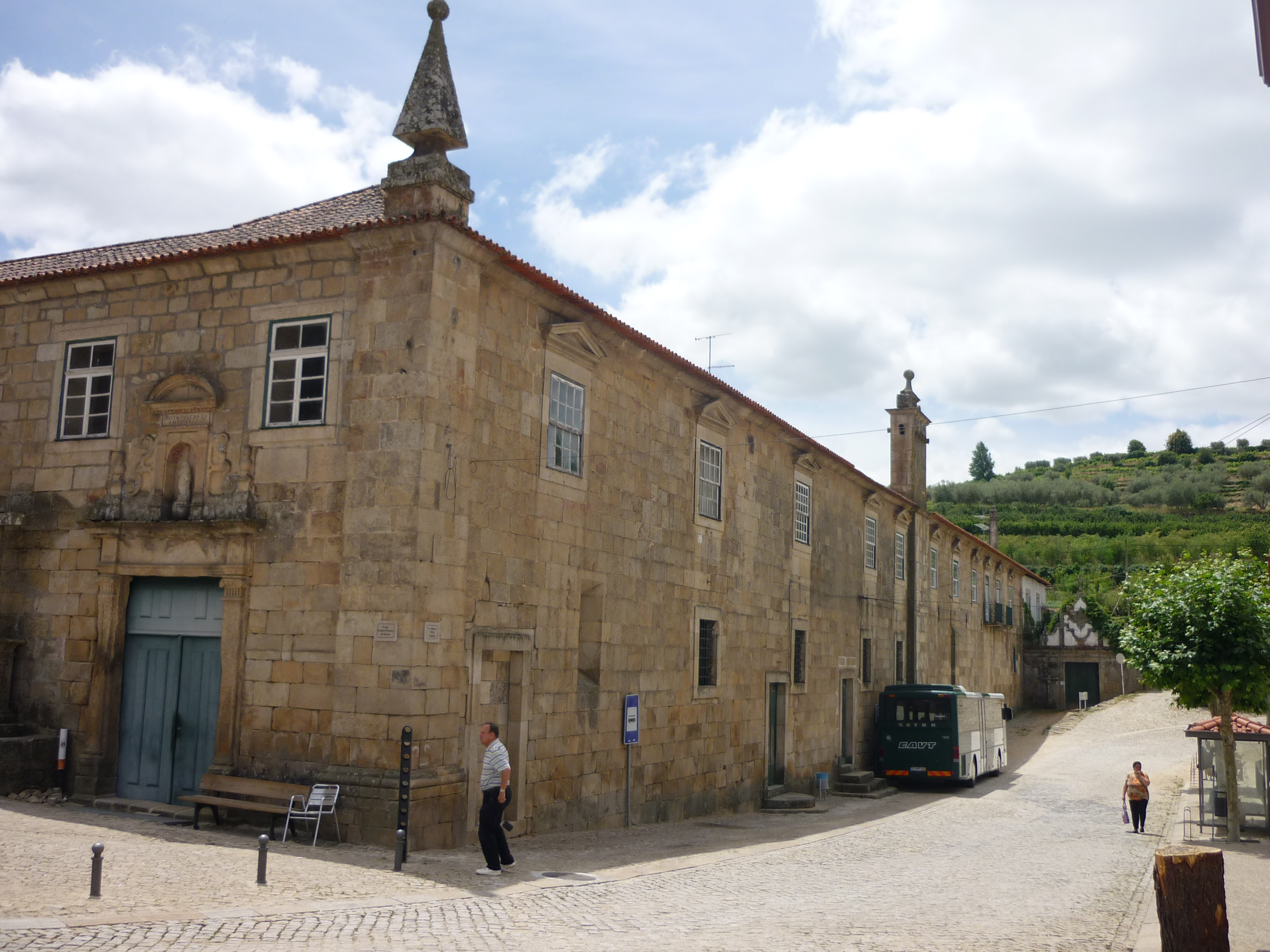
Exterior del claustro

El Monasterio de Santa María de Salcedas (en portugués, Mosteiro de Santa Maria de Salzedas), está ubicado en la parroquia de Salzedas, municipio de Tarouca, Portugal.
Perteneciente a la Orden del Cister, data del siglo XII, y el terreno donde se construyó fue donado por Teresa Afonso, hija del Conde Afonso Nunes de Celanova y esposa de D. Egas Moniz, el Aio. En los siglos XVII y XVIII se amplía el monasterio, destacando un nuevo claustro en el siglo XVIII, obra del arquitecto maltés Carlos Gimach.
Fue clasificado como Monumento Nacional en 1997 y en 2002 el Estado portugués inició la restauración progresiva de los edificios y del patrimonio.
La integración del Monasterio en 2009 en el Proyecto Vale do Varosa hizo posible la apertura al público del espacio en octubre de 2011. También es posible visitar el centro museístico y la exposición "Fragmentos. Expressões da Arte Religiosa do Monasterio de Santa María de Salzedas”.